# Émile Rouillé
Pour les articles homonymes, voir Rouillé (homonymie).
Émile Rouillé est un homme politique français né le 2 juin 1821 aux Sables-d'Olonne (Vendée) et décédé dans la même commune le 3 mai 1897.
Avocat aux Sables-d'Olonne, il est député de la Vendée de 1848 à 1851, siégeant à droite, avec les monarchistes. 

## Sources
- « Émile Rouillé », dans Adolphe Robert et Gaston Cougny, Dictionnaire des parlementaires français, Edgar Bourloton, 1889-1891 [détail de l’édition]